# 黄昏よ、そばにいて
「黄昏よ、そばにいて」（たそがれよ、そばにいて）は、西城秀樹の71枚目のシングル。1995年1月21日にRCAから発売された。

## 解説
- 堀内孝雄に代表されるニュー・アダルト・ミュージック（ポップス寄りの演歌風楽曲）に初めて挑戦したシングルである。
- 本作の発表会では、リリースの4日前に発生した阪神・淡路大震災のチャリティー募金を行った。

## 収録曲
（全作詞：荒木とよひさ／作曲：浜圭介／編曲：今泉敏郎）
1. 黄昏よ、そばにいて
2. みんなBluesを唄ってた
3. 黄昏よ、そばにいて（オリジナル・カラオケ）
4. みんなBluesを唄ってた（オリジナル・カラオケ）

## この頃のできごと
- 『第46回NHK紅白歌合戦』に出場し、2年連続で「YOUNG MAN (Y.M.C.A.)」を歌唱した。